# Stadio di Kadriorg
Lo stadio di Kadriorg (in estone Kadrioru staadion) è un impianto sportivo polivalente di Tallinn, in Estonia. Inaugurato il 13 giugno 1926, è uno degli stadi più antichi del Paese e si trova a circa due chilometri a est del centro cittadino, nei pressi del Palazzo di Kadriorg.
Lo stadio ha una capienza complessiva di circa 5 000 posti, suddivisi in 3 524 nella tribuna principale e 1 476 nella tribuna opposta. Attualmente è utilizzato principalmente per competizioni di atletica leggera, disciplina di cui è sede nazionale, e come campo di gioco per il Kalev Tallinn.
Nel corso della sua storia ha ospitato le partite casalinghe di numerose squadre della capitale, tra cui Levadia Tallinn, Flora Tallinn, Kalev Tallinn, Nõmme Kalju, TJK Legion e TVMK Tallinn. È stato inoltre sede della Nazionale di calcio dell'Estonia dal 1926 al 1940 e nuovamente dal 1992 al 2000, prima del trasferimento all'A. Le Coq Arena. Il 9 ottobre 1996 fu teatro della celebre partita non disputata tra Estonia e Scozia, passata alla storia come One team in Tallinn.
Ha ospitato importanti eventi internazionali di atletica leggera, tra cui i Campionati europei juniores di atletica leggera 2011, i Campionati europei under 23 di atletica leggera (2015 e 2021), i Campionati europei under 20 di atletica leggera del 2021, nonché alcune gare del Campionato europeo di calcio Under-19 2012.
Lo stadio fu originariamente progettato dagli architetti Karl Burman e Elmar Lohk. La tribuna principale, completata nel 1938, è considerata un'opera architettonica d'eccellenza per la sua copertura in cemento armato a sbalzo, che all'epoca era la più grande del mondo. La struttura è oggi tutelata come bene culturale nazionale.
In vista del centenario dell'impianto, nel 2026 è previsto un importante intervento di ristrutturazione da 20 milioni di euro, che includerà il restauro della tribuna storica, la costruzione di una nuova tribuna da 1 600 posti e la realizzazione di un secondo campo da calcio con tribuna da 1 000 posti.